# Paraspathulina trimacula
Paraspathulina trimacula är en tvåvingeart som beskrevs av Albany Hancock och Drew 2003. Paraspathulina trimacula ingår i släktet Paraspathulina och familjen borrflugor. Inga underarter finns listade i Catalogue of Life.